# Jerzy Feliksiak

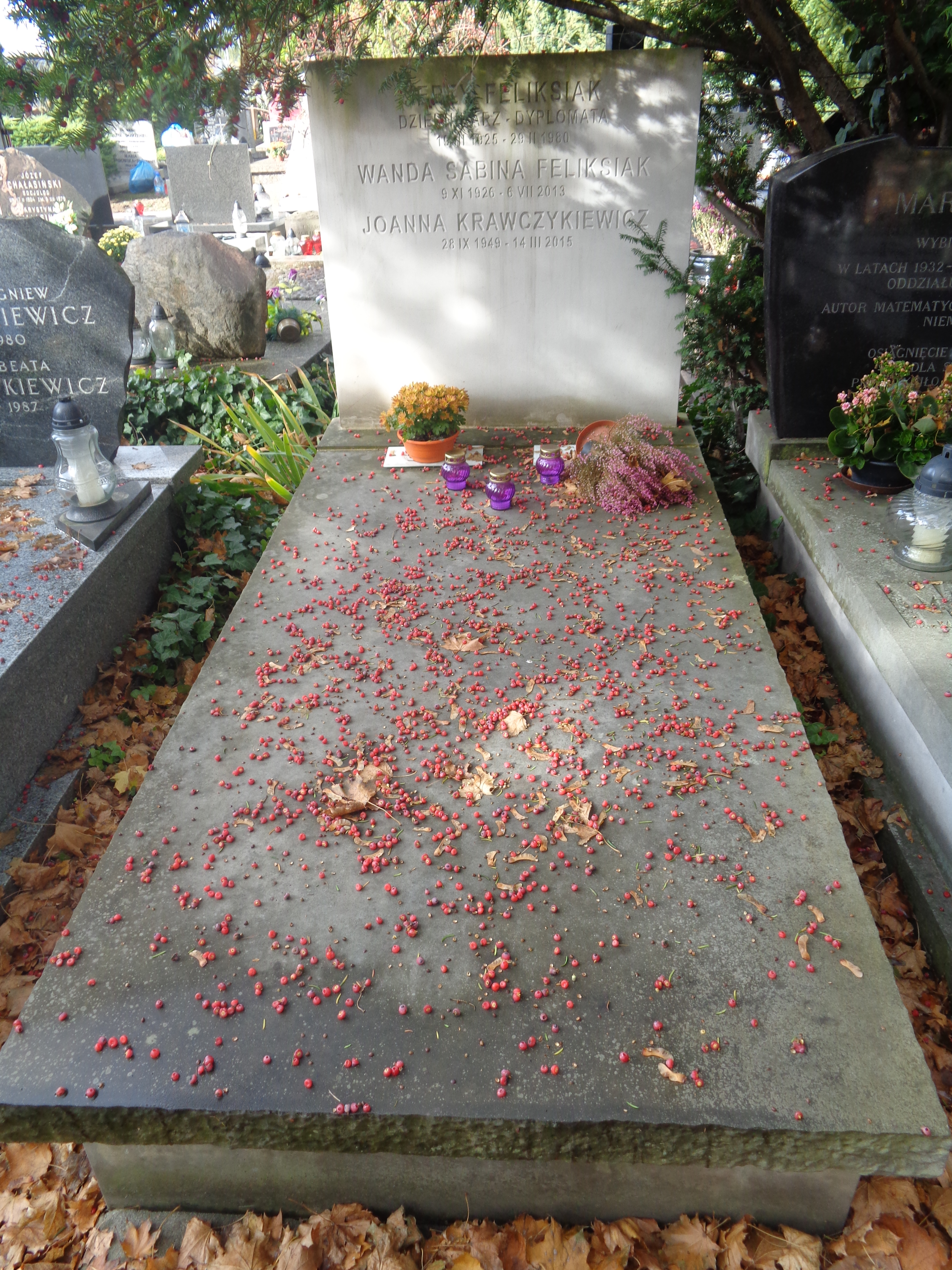
Grób Jerzego Feliksiaka na cmentarzu wojskowym na Powązkach

Jerzy Feliksiak (ur. 19 marca 1925, zm. 29 lutego 1980) – polski radca i polityk komunistyczny. Poseł na Sejm PRL I kadencji, ambasador PRL w Belgii i Luksemburgu oraz w Irlandii.

## Życiorys
Uzyskał wykształcenie wyższe, z zawodu radca. Należał do Związku Walki Młodych, a następnie Związku Młodzieży Polskiej, w którym był sekretarzem zarządu głównego. Sprawował funkcję przedstawiciela Polski w Światowej Federacji Młodzieży Demokratycznej w Budapeszcie. Pracował na stanowisku redaktora naczelnego „Sztandaru Młodych”.
Wstąpił do Polskiej Zjednoczonej Partii Robotniczej, w 1952 uzyskał mandat posła na Sejm PRL I kadencji w okręgu Zielona Góra. W parlamencie pracował w Komisji Finansowo-Budżetowej. Pracował w Ministerstwie Spraw Zagranicznych w randze dyrektora. Ambasador PRL w Belgii i Luksemburgu w latach 1978–1980, a w okresie 1979–1980 w Irlandii.
Pochowany na Cmentarzu Wojskowym na Powązkach (Kwatera B-39 rząd 4 miejsce 4).

## Odznaczenia
- Order Sztandaru Pracy I klasy
- Order Sztandaru Pracy II klasy
- Krzyż Oficerski Orderu Odrodzenia Polski
- Srebrny Krzyż Zasługi (1946)[3]
- Medal 10-lecia Polski Ludowej (1955)[4]
- Brązowy Medal „Za zasługi dla obronności kraju” (1967)[5]
- Złota odznaka honorowa „Za Zasługi dla Warszawy” (1964)[6]
- Złota Odznaka Honorowa Towarzystwa Przyjaźni Polsko-Radzieckiej (1968)[7]
- Komandor Orderu Infanta Henryka (1976)[8].